# 熊本市交通局1200形電車
熊本市交通局1200形電車（くまもとしこうつうきょく1200がたでんしゃ）は、熊本市交通局（熊本市電）に在籍する路面電車車両である。1958年（昭和33年）に200形として導入され、ワンマン運転対応改造の際に1200形に改められた。

## 概要
200形、後の1200形は、熊本市交通局が1958年（昭和33年）6月に導入した車両である。導入数は10両 (200 - 209)。1949年（昭和24年）導入の120形から数えて熊本市電では9形式目となるボギー車であり、この導入でボギー車は計44両となった。また一度に10両もの導入はボギー車では最多である。メーカーは東洋工機で、メーカーが同じ前回導入の188形・190形（ワンマン化後の1090形）に類似する。
熊本市電におけるワンマン運転の拡大に伴い、1966年（昭和41年）にワンマンカー改造工事が順次施工された。施工に際し350形（→1350形）同様に原番号に1000を加えた1200形となったが、トップナンバーの200号に関しては1210号へと変更されている。
- 200形201 - 209 → 1200形201 - 209
- 200形200 → 1200形1210

1970年代前半にかけて実施された路線縮小（2系統（現A系統）と3系統（現B系統）以外の路線廃止）後も全車残存し、加えて1978年（昭和53年）から翌年にかけて全車に冷房設備の設置も行われた。このうち最初の2両 (1202・1208) は日本で初めての冷房付き路面電車車両である。1985年（昭和62年）から翌年にかけて4両 (1202・1206・1208・1209) が車体更新車8500形への機器提供のため廃車されたが、他の廃車はなく、2018年4月1日現在6両 (1201・1203・1204・1205・1207・1210) が熊本市交通局に在籍する。

## 構造

### 車体
1200形は半鋼製・低床構造のボギー車である。全長は12.0メートル、最大幅は2.3056メートル、高さは車体高さ3.1466メートル・パンタグラフ折畳み高さ3.805メートル。自重は15.3トン、冷暖房設置後は16.4トンである。車体塗装については下記#車体塗装の変遷にて別途記す。

#### 車体前面

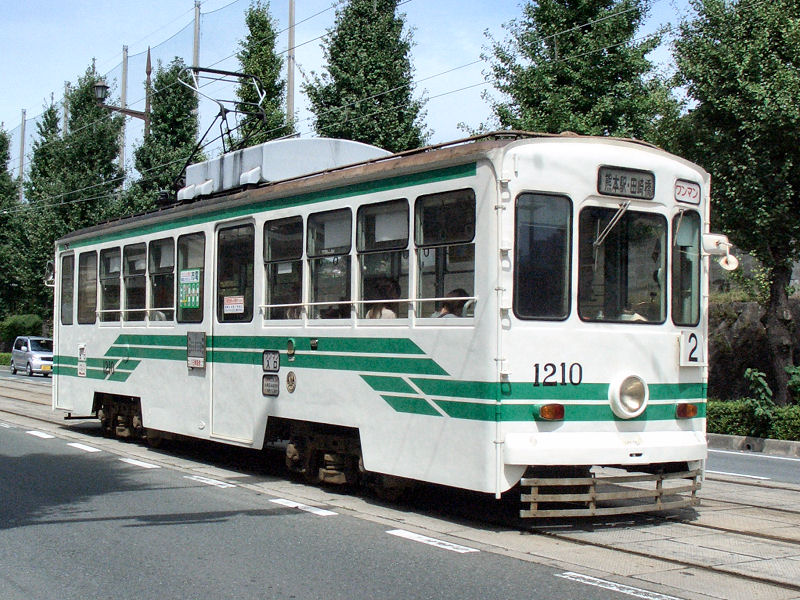
1210号（2006年）

車体前面（妻面）は、中央に幅広の大型窓を配する3枚窓のスタイルである。原型では前面窓は3枚とも上下に分かれた二段窓であった。中央窓は188形・190形（→1090形）では押し出し式で開閉する一枚窓であったが、本形式では固定窓の下部に横長の可動部を設けるという形状に変わった。180形（→1080形）以前の形式でこの形状を採用する車両もあるが、本形式に倣って後から改造されたものである。両脇の窓が上部固定・下部上昇式である点は188形・190形を踏襲する。
窓や窓回りは、ワンマンカー改造工事の際のワイパー設置や可動式バックミラー設置をはじめ、製造後の改良が多数あり形状が変化している。中央窓については、廃車されていない6両について1999年時点で固定一枚窓になっているのが確認できる。また両脇の窓については、1210号に限って上下に分かれていない固定一枚窓に改造されている。
前照灯は窓下中央部に配置。尾灯については原型では窓上両端に横長のものが取り付けられていたが、ワンマンカー改造の際に窓下、前照灯両脇に下ろされた。このとき設置された尾灯は停止灯と一体となったもので、改造当時に広く利用されていたバス用尾灯・方向指示器の部品を転用したものである。方向幕は新造時より中央窓上に配置する。

#### 車体側面
側面の客室扉は片側2か所ずつ、計4か所に設置。配置は左右非対称（点対称）で、進行方向に向かって左側では車体前方と中央部後寄り、右側では中央部前寄りと後方になる。熊本市電では標準のドア配置であり、ワンマン運転時は中扉が乗車口、前扉が降車口となる（後乗り前降り）。扉は引き戸で、幅は前後の扉が85.0センチメートル、中央の扉が109.0センチメートル。
側面窓はドア間に5枚ずつ、その反対側に4枚ずつの配置である（側面窓配置＝D5D4）。窓は2か所の戸袋窓を除いて上下に分かれた二段窓で、上段は固定だが下部が上に開く。窓の形状は188形から採用された上段Hゴム支持、下段アルミサッシの仕様を踏襲する。
中扉右手窓上にも方向幕を設置していたが、ワンマンカー改造時に廃止された。

### 車内

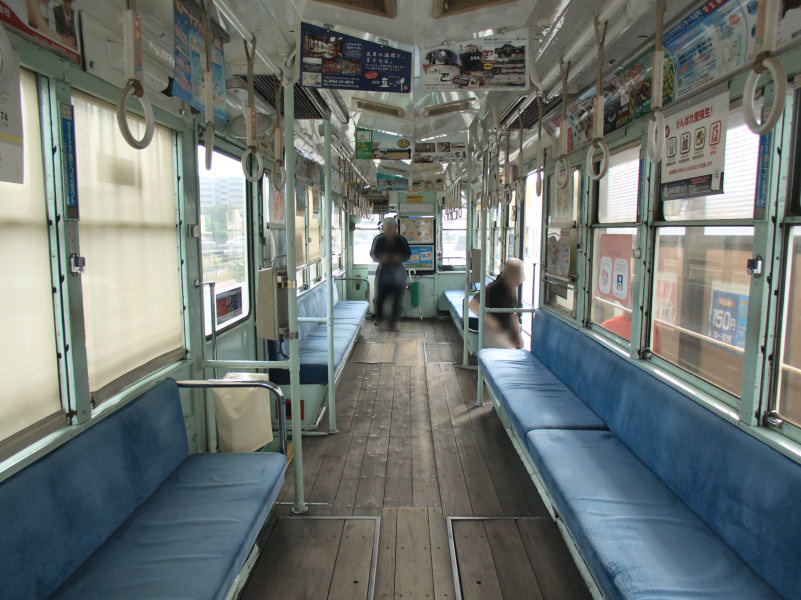
車内の様子（1201号）

客室は最大幅2.08メートル、長さ9.86メートルである。
車内の座席は左右ともロングシートで、扉間に長さ3.75メートルの座席を、その反対側に長さ2.98メートルの座席を配置する。車内照明は熊本市電では初となる蛍光灯が新造時より採用された。
定員は元は座席28人・立席42人の計70人であったが、ワンマンカーへの改造で座席32人・立席40人の計72人となり、さらに1978年（昭和53年）6月の定員変更で座席32人・立席37人の計69人に減少した。
新造時は他に例のないオルゴール搭載車両であったが、電源を発車ベルと共用するため使用は稀で、新造から2年後の1960年（昭和35年）に取り外された。また車内放送装置も新造時から設置されたが、これも電源の問題から当時ほとんど使用されなかった。

### 主要機器
本形式が装着する台車は2種類あり、1201 - 1204号・1210号（＝旧200 - 204号）の5両が近畿車輛製KD-201形、1205 - 1209号の5両が住友金属工業製FS-74形を履く。前者は1350形の半数、後者は1350形の残り半分と1090形の全車も履く。先に登場した住友金属工業FS-74形は熊本市電向けに開発された台車ではあるが、当時同社が他の事業者にも広く納入していた、上下の揺れ枕に挟む枕ばねにコイルばねを用い、軸箱支持方式には軸ばね式を採用する、という形態の台車の一つである。近畿車輛製KD-201形も別メーカーの台車だが要目は同じ。両形式とも軸距は1,400ミリメートル、車輪径は660ミリメートル。台車設置の基礎ブレーキ装置は片押し式踏面ブレーキを採用し、1台車につき1個、従軸側にブレーキシリンダーを設ける。
主電動機は出力38キロワットの東洋電機製造製SS-50形を1両につき2基設置する。この電動機は当時の標準軌路面電車用標準電動機（直流直巻電動機）で、その主要諸元は電圧600ボルト・電流73アンペア・回転数820rpmである。歯車比は59:14で、駆動は吊り掛け駆動方式による。

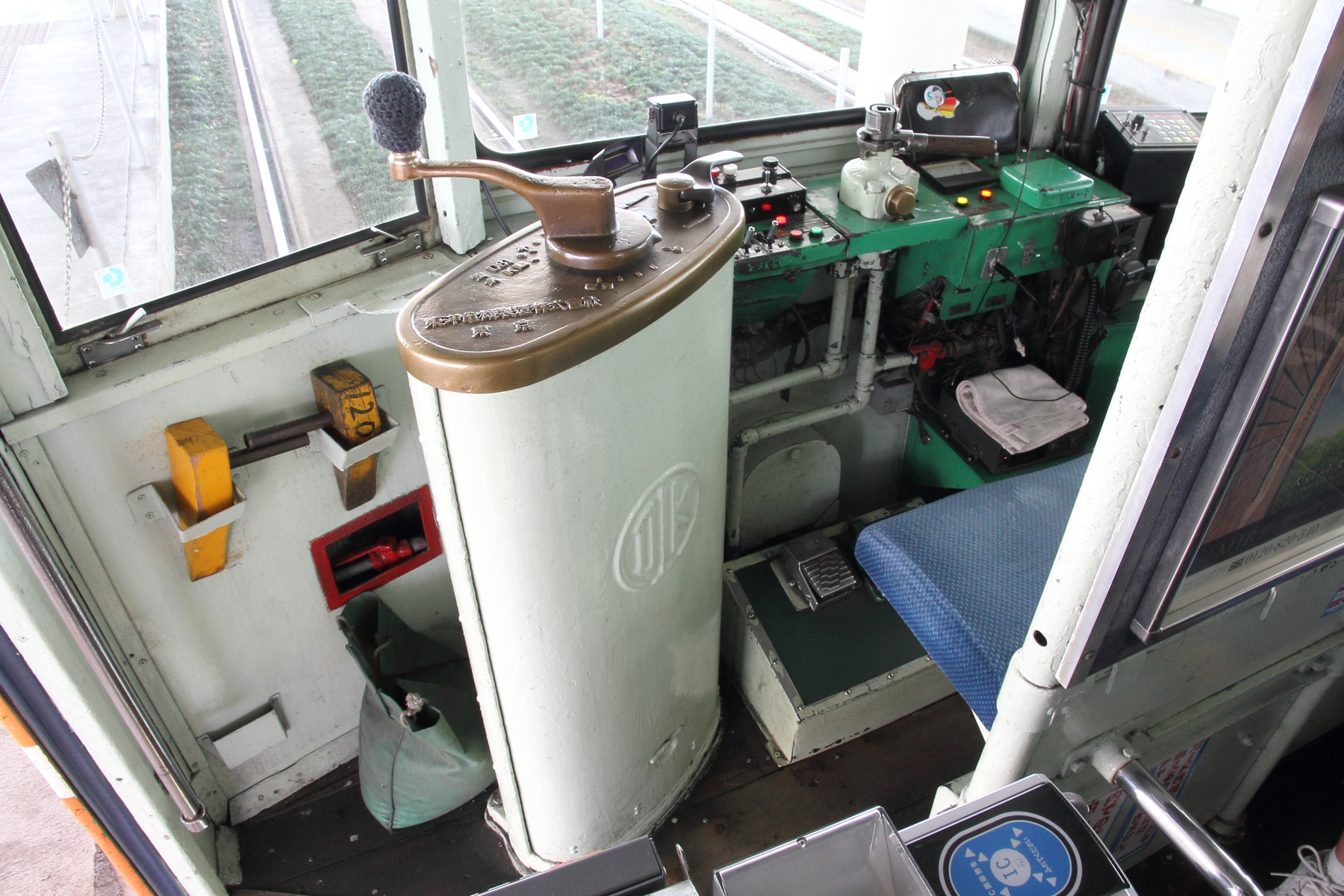
運転台（1203号）
左手にDB1-K4形直接制御器、右手にブレーキ弁

制御器は東洋電機製造製の直接制御器DB1-K4形を設置。制御方式は直並列組合せ制御であり、制御器のノッチは直列4ノッチ・並列4ノッチ・制動7ノッチとなっている。ブレーキ装置は日本エヤーブレーキ製のSM3直通ブレーキを搭載する。ブレーキ弁はごく一般的なPV-3形を用いる。
これらの主電動機・制御器・ブレーキ装置の仕様は本形式を含む、1950年導入の1050形から1350形に至るまでの各形式で共通する。
集電装置は新造時、188形から採用された菱形パンタグラフを使用していた。東洋電機製造製のPT-34B形という形式であったが、故障が多く、一部はビューゲルに取り換えられた。その後ワンマンカー改造の際に、Z型パンタグラフへと変更されている。

## 改造

### ワンマンカー改造
熊本市電では、1966年（昭和41年）2月より1000形（旧・大阪市電901形）を用いてワンマン運転が開始された。以後、1000形に準ずるワンマンカーへの改造工事が既存車両に対して進められ、その第一弾として本形式に施工された。改造期間は1966年4月から9月にかけて。改造後は原則として旧番号に1000を足した番号へと変更されたが、トップナンバーの200号のみ1200号とならずラストナンバーの1210号となった（200形201 - 209・200 → 1200形1201 - 1210）。
在来車に対するワンマンカー改造は交通局で施工されたものと北九州の九州車輌で施工されたものがあるが、本形式は4両 (1202・1203・1209・1210) は九州車輌で、残り6両は交通局で施工された。改造内容は前述の尾灯の変更、ワイパー・可動式バックミラー取り付け、集電装置の取り替えのほか、前面のワンマン表示窓設置、側面の入口・出口表示やスピーカーの設置、車体塗装変更、車内の降車合図ボタン設置などである。運賃箱は1966年8月に当時在籍の全車両に取り付けられた。
ワンマン運転方式は、運転開始当初は料金前払いの前乗り・後乗り方式であったが、他形式と同様に1966年11月から後払い制の後乗り・前降り方式に変更された。また1976年（昭和51年）10月の運賃改定で運賃制度が均一制から対距離区間制に改められ、整理券方式が採用された（その後2007年10月に均一運賃制に復帰）。この対距離運賃制時代には車内に整理券発行器や運賃表示器が備えられていた。

### 冷暖房設置改造
熊本市電では利用客の減少から3度にわたって路線が廃止され、一時は全廃計画まで立てられたが、一転して存続が決まると利用促進に向けた積極投資が続けられた。その代表的なものが冷房化であり、1978年（昭和53年）から1980年（昭和55年）までの3年間でほとんどの車両に冷房装置が搭載された。
一般的な鉄道車両の冷房装置は交流電源のモーターを使用するため直流の架線電源を交流に変換する補助電源装置を必要とするが、路面電車車両の場合には設置スペースや重量の増加、あるいは価格の面で問題があるため、熊本市電では富士電機へ開発を依頼し、同社が新開発した架線電源直流600ボルトで稼働する冷房装置を設置することとなった。冷房化第一陣には本形式から1202・1208号が選ばれ、冷房化試作車として1978年8月2日より営業運転を開始した。この2両が日本で最初の冷房付き路面電車車両である。冷房装置の形式名はFDA2225-1形。
残りの8両についても、1978年から翌1979年（昭和54年）にかけて冷房化工事が施工され、こちらはFAD2225-2形冷房装置（冷房能力2万5,000キロカロリー毎時）が設置された。先のFAD2225-1形と形状が異なり、丸みを帯びた蒲鉾型断面のFAD2225-1形に比して角ばった断面になっている。
冷房に続き熊本市電では1979年1月以降、座席下に電熱式暖房装置を設置する車両も順次登場したが、この暖房設置改造も本形式では10両全車に行われている。

### 車体更新（8500形）

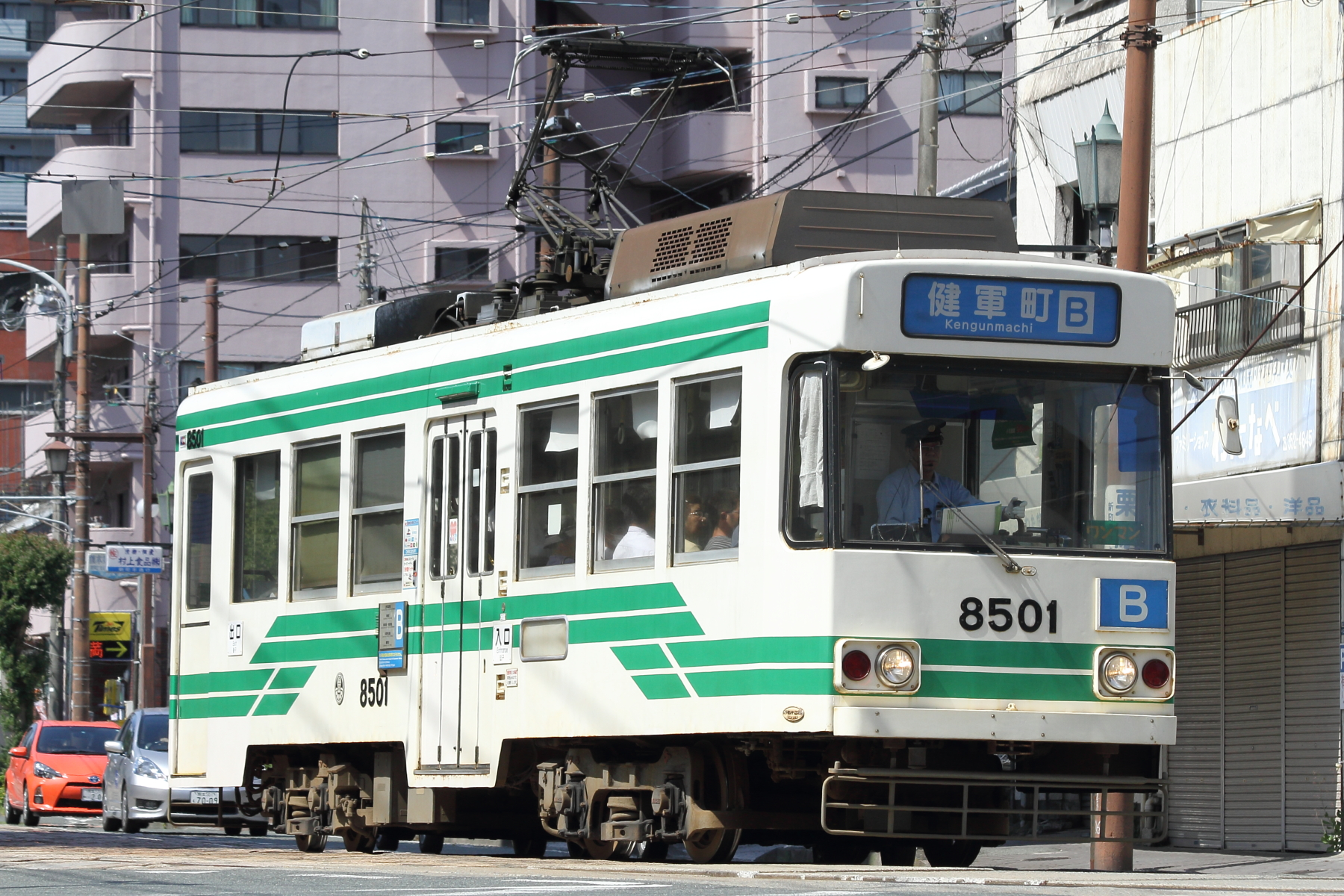
8500形8501号（2016年）

1985年（昭和60年）3月、8200形（1982年導入）に準じた車体と旧型車の機器を組み合わせた車体更新車として8500形が登場した。導入数は1985年に2両 (8501・8502)、翌1986年（昭和61年）にも2両 (8503・8504) である。
この8500形に機器を提供したのは本形式であり、1206・1208号の2両が1985年製造分の、1202・1209号の2両が1986年製造分の種車としてそれぞれ機器を流用され、廃車された。廃車日は1206・1208号が1985年3月29日付、1202・1209号が1986年12月31日付。流用機器は台車・主電動機・制御装置一式・ブレーキ弁・空気圧縮機などである。種車には最初の冷房車1202・1208号が2両とも含まれるが、8500形の冷房装置は直流駆動のFAD2225形ではなくインバータ方式のCU-77N形を搭載する。

### 車両の延命化対策（予定）
当形式の現存6両及び1350形を対象に、2022年度から2027年度にかけて実施予定の改造。2025年3月現在、当形式では1201号と1205号、1207号に施工済。
主なものとして、冷房装置を直流冷房機から交流冷房機へ更新しSIVを屋根上に装備、冷房風道取替、屋根補修を主にした車体補修、窓枠を強化ガラス対応のものに取替、前照灯（初年度施工の1207号除く）及び室内灯のLED化があげられる。
尚、2023年3月に更新された1205号は、ふるさと納税を利用したクラウドファンディングで寄付を募り200形時代のツーマン塗装に復刻されたこともあり、前面のワンマン表示窓の撤去が同時施工された。のちにステッカーによる「ワンマン」表示がなされている。

### 1990年代以降の他形式と共通の改造
| 旧系統記号時代の1200形（1201・1204号） |  | 旧系統記号時代の1200形（1201・1204号） |
| 旧系統記号時代の1200形（1201・1204号） |  |                                        |

1990年代施工の改造には、1991年（平成3年）4月からの列車無線導入に伴う機器設置、1998年（平成10年）3月からの乗車カード「TO熊カード」導入に伴う乗降口へのカードリーダー設置がある。
2000年代以降の市電全車共通の改造には以下のものがある。
- 常時記録型ドライブレコーダー設置 - 2010年度（平成22年度）施工[32]。
- 方向幕更新 - 2011年（平成23年）3月の系統名変更ならびにラインカラー設定に伴う。A系統が赤、B系統が青、その他臨時系統が黄色とされそれぞれ色付き方向幕に変更[20]。
- ICカードリーダー設置 - 2014年（平成26年）3月のICカード乗車券「でんでんnimoca」導入に伴う[33]。
- 市電車両リフレッシュ事業[34] - 2012年度（平成24年度）より本形式を含む旧型半鋼製車22両を対象に[35]、2015年度（平成27年度）までの4年計画で改修が行われた。内容は乗降口ステップ嵩上げ、内外装の再塗装、シート・床の張替えなどからなる。

## 車体塗装の変遷
新造時の車体塗装は、当時のボギー車の共通塗装である、下部をパープルブルー、上部をクリーム色、屋根部分をライトグリーンに塗ったものであった。その後ワンマンカー改造の際にクリーム色を基調とし紺色の帯を巻いた塗装に変わった。1980年代には帯の色を緑色に変えたものもあり、これらのクリーム色に紺色ないし緑色の帯を巻くのが半鋼製旧型車グループの標準塗装であった。標準塗装のほか一部に全面広告電車もあったが1980年代初めに消滅、以後は車体側面の一部に広告ペイントを施した「カラー電車」が走った（本形式では1201・1205・1209号が該当）が、車体広告は1989年（平成元年）に一旦全廃された。
塗装ではないが、開業60周年を迎えた1984年（昭和59年）8月1日より2週間、1202号と1210号の2両が記念装飾電車として運行された。
1989年、熊本市制100周年および熊本市交通局開局65周年の記念事業の一環として市電塗装デザインコンテストが開催され、1201号と1080形1084号・1090形1093号・1350形1351号の4両がデザイン車両として9月23日から運転を開始した。1201号のデザインは、中央部の白い斜線を挟んで前後を青と緑に塗り分け樹木と水を表現したものであった。
| 広告ラッピングの例（1203・1207号） |  | 広告ラッピングの例（1203・1207号） |
| 広告ラッピングの例（1203・1207号） |  |                                    |

1990年（平成2年）、半鋼製旧型車グループに1980年代導入の8200形・8500形に準じた、アイボリーに緑の帯を巻いた塗装の車両が出現した（第1号は1090形1097号）。この塗装がグループの標準色となり、本形式では1994年（平成6年）4月時点で1204号を除いてこの標準色へ統一されている。残る1204号は上半分を緑・下半分をアイボリーとし境目に赤色の帯を巻いた1992年度（平成4年度）の特別塗装であったが、これも2000年（平成12年）1月に標準色に塗り替えられた。
塗装とは別に、熊本市電では1999年（平成11年）4月にフィルムラッピングによって全面広告電車が復活した。本形式についても広告電車として用いられることがある。